# Chapelle Notre-Dame-de-la-Cour de Lantic
La chapelle Notre-Dame-de-la-Cour de Lantic est une église située sur la commune de Lantic, dans le département français des Côtes-d'Armor.

## Historique
La construction de l'église commence en 1420, sous l'impulsion de Jean V de Bretagne ; la nef est bâtie au siècle suivant, sur un plan qui modifie le projet initial. En 1874, un incendie détruit une grande partie du bâtiment, y compris la voûte en berceau lambrissée de la nef et du collatéral sud.  
L'église est classée au titre des monuments historiques par arrêté du 16 septembre 1907.

## Description

### Vitraux
L'église possède deux vitraux du XVe siècle. 

### Mobilier
Deux statues sont classées au titre objet des monuments historiques : une pieta, et une statue de Saint Guillaume, toutes deux du XVIe siècle.

## Le calvaire

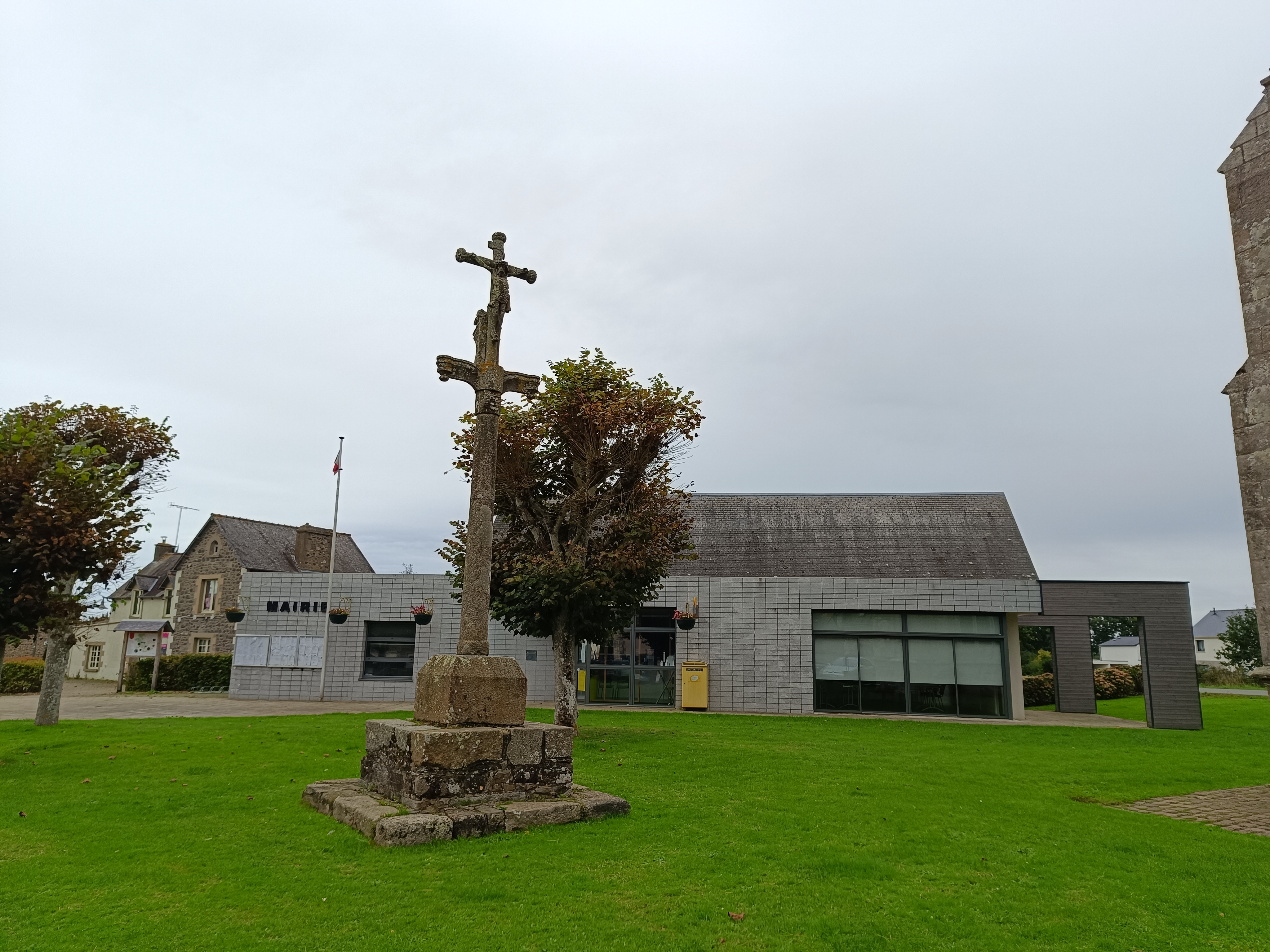
Calvaire de Lantic.

La croix de calvaire date du XVIIe siècle[réf. souhaitée].
La croix de calvaire est classée au titre des monuments historiques par arrêté du 16 septembre 1907.